# Lambrusco grasparossa
Le  lambrusco grasparossa est un cépage italien de raisins noirs et fait partie de la large famille des lambrusco.

## Origine et répartition géographique
Le cépage Lambrusco grasparossa provient probablement de la région d'Émilie-Romagne. 
L'ampélographe italien Cosmo distingue 4 sous-variétés : Lambrusco grasparossa a grappolo rado, Lambrusco grasparossa a grappolo serrato, Lambrusco grasparossa a grapspo rosso et Lambrusco grasparossa a grapspo verde.
Il est classé cépage d'appoint en DOC Colli di Scandiano e di Canossa Lambrusco Grasparossa, Colli di Scandiano e di Canossa Lambrusco Grasparossa frizzante, Colli di Scandiano e di Canossa Lambrusco Montericco rosato, Colli di Scandiano e di Canossa Lambrusco Montericco rosato frizzante, Colli di Scandiano e di Canossa Lambrusco Montericco rosso, Colli di Scandiano e di Canossa Lambrusco Montericco rosso frizzante, Lambrusco Grasparossa di Castelvetro rosato et Lambrusco Grasparossa di Castelvetro rosso.
Il est classé recommandé ou autorisé dans les provinces Reggio d'Émilie, Bologne et  Modène en Émilie-Romagne, ainsi que dans celle de Mantoue en Lombardie. En 1998, sa culture couvrait une superficie de 2 034 ha.

## Caractères ampélographiques
- Extrémité du jeune rameau duveteux, vert blanchâtre.
- Jeunes feuilles aranéeuses, vertes à reflets bronzés.
- Feuilles adultes, entières ou à 3 lobes avec des sinus supérieurs peu profonds et étroits, un sinus pétiolaire en V plus ou moins ouvert, des dents ogivales, larges, un limbe légèrement aranéeux.

## Aptitudes culturales
La maturité est de troisième époque tardive : 30-35 jours après le chasselas.

## Potentiel technologique
Les grappes sont moyennes et les baies sont de taille moyenne. La grappe est pyramidale, ailée et lâche. Le cépage est de bonne vigueur et d'une production abondante. 
Les vins sont de couleur rouge rubis intense. Les vins frais sont légèrement parfumés.

## Synonymes
Le  lambrusco grasparossa est connu sous les noms de lambrusco di Castelvetro, grasparossa.